# Demetrio González
Pour les articles homonymes, voir González.
Demetrio González (Gijón, 7 octobre 1927 – 25 janvier 2015) est un acteur de l'époque dorée du cinéma mexicain et chanteur de ranchera mexicain. Il a été l'un des grands protagonistes de l'Époque dorée du cinéma mexicain qui s'est distingué par sa puissante voix de baryton et a joué aux côtés de personnalités telles que Miguel Aceves Mejía, Luis Aguilar, Javier Solís, Joaquín Cordero et Lola Beltrán, parmi d'autres.

## Biographie
Demetrio González, né dans les Asturies (Espagne), est le fils d'un tailleur et d'une pianiste. Sa famille fuit la guerre civile espagnole et s'installe au Mexique. D'abord à Puebla avec sa mère et son frère, puis quand son père les rejoint, la famille s'installe à Mexico. C'est sa mère qui lui fait découvrir et aimer la musique. Plus tard, il étudie la comptabilité et dans ses temps libres, il chante avec le groupe Coral du Centro Asturiano de México.
Sa carrière commence à la radio quand il est découvert grâce à l'émission « Joyas Líricas » où il se démarque grâce à sa voix de baryton.
Il commence sa carrière au cinéma en 1955 et joue son premier rôle dans Camino de Guanajuato de Rafael Baledón. Il est parfois appelé El Charro Español. Il a joué dans de nombreux films musicaux entre 1955 et 1968. Dos Corazones y un Cielo (1959), dans lequel il joue avec Rosa de Castilla et Eulalio González, est l'un de ces films les plus notables.
Sa dernière apparition à l'écran est dans la série El Padre Guernica en 1968.
Victime d'un accident vasculaire cérébral en 2014, il meurt à Tepoztlán, au Mexique le 25 janvier 2015,.

### Vie privée
Il a été marié à deux reprises. Il a eu deux fils du premier mariage (nés en 1967 et 1970) et une fille du second (née en 1977).

## Filmographie

### Cinéma
- 1955 : Camino de Guanajuato de Rafael Baledón : Demetrio Valdés
- 1956 : Los Hijos de Rancho Grande de Juan Bustillo Oro : Juan José
- 1957 : Cada hijo una cruz de Juan Bustillo Oro : Raymundo
- 1957 : Donde las dan las toman de Juan Bustillo Oro : Antonio
- 1958 : Guitarras de medianoche de Rafael Baledón : Demetrio
- 1958 : El Jinete solitario de Rafael Baledón : El Jinete solitario
- 1958 : El Jinete solitario en el valle de los buitres de Rafael Baledón : El Jinete solitario
- 1959 : Tan bueno el giro como el colorado de Jaime Salvador : Demetrio González 'El Gallo Colorado'
- 1959 : Melodías inolvidables de Jaime Salvador
- 1959 : Cada quién su música de Mauricio de la Serna
- 1959 : Dos Corazones y un cielo de Rafael Baledón : Antonio Castillo
- 1960 : El último mexicano de Juan Bustillo Oro
- 1960 : Zorro dans la vallée des fantômes (El Jinete solitario' en El valle de los desaparecidos) de Rafael Baledón : El Jinete solitario
- 1960 : Las Tres coquetonas de Jaime Salvador : Demetrio Morales
- 1960 : Dos Maridos baratos de Jaime Salvador
- 1961 : Pobre del pobre de Jaime Salvador
- 1961 : Los Laureles de Jaime Salvador : Rafael Mariscal
- 1961 : La Comezón del amor de Jaime Salvador
- 1961 : La Joven Mancornadora de Mauricio de la Serna : Leo(degario) Salazar
- 1961 : ¡Que padre tan padre! de Jaime Salvador : Padre Mauricio
- 1961 : Los Inocentes de Rafael Baledón
- 1961 : Pa' qué me sirve la vida de Jaime Salvador : Demetrio Morales
- 1962 : Los Cinco halcones de Miguel M. Delgado : Demetrio, docteur
- 1962 : El Lobo blanco de Jaime Salvador
- 1962 : Vuelven los cinco halcones de Miguel M. Delgado : docteur
- 1963 : El Amor llegó a Jalisco de Jaime Salvador
- 1964 : Nos dicen las intocables de Jaime Salvador
- 1964 : Un Padre a toda máquina de Jaime Salvador : Padre Mauricio
- 1965 : Cucurrucucú Paloma de Miguel M. Delgado : chanteur (non crédité)
- 1965 : Para todas hay d'Alfredo B. Crevenna
- 1965 : Cada oveja con su pareja d'Alfredo B. Crevenna : Ángel
- 1966 : Gallo corriente, gallo valiente de Jaime Salvador
- 1967 : Superman contre l'invasion des martiens (Santo el Enmascarado de Plata vs 'La invasión de los marcianos') d'Alfredo B. Crevenna : chanteur (non crédité)
- 1968 : Cuatro hombres marcados de Jaime Salvador
- 1968 : Ambición sangrienta de Jaime Salvador : Lieutenant Fermín Moreno

### Télévision
- 1968 : El Padre Guernica (3 épisodes)